# Tiny Toon Adventures: Wacky Sports Challenge
Tiny Toon Adventures: Wacky Sports Challenge, eller Tiny Toon Adventures: Wild & Wacky Sports i Europa och Tiny Toon Adventures: Dotabata Daiundoukai i Japan, släpptes 1994 till SNES och är ett sportspel baserat på den animerade TV-serien Tiny Toon Adventures. Spelet utvecklades och utgavs av Konami.
Spelaren kan välja mellan antingen Buster Bunny, Babs Bunny, Plucky Duck eller Dizzy Devil och tävla i olika grenar.

### Fotnoter
1. ↑  Tiny Toon Adventures: Wacky Sports Challenge
2. ↑  Tiny Toon Adventures: Wacky Sports Challenge Arkiverad 20 augusti 2007 hämtat från the Wayback Machine.